# Сурингда (приток Нижней Чунку)
Сурингда (также Суринда) — река в Эвенкийском районе Красноярского края России, левый приток Нижней Чунку. Длина реки — 162 км. Площадь водосборного бассейна — 2160 км².
Река берёт начало в болотистой местности на Среднесибирском плоскогорье, к востоку от верховий реки Юнари, на высоте более 480 м над уровнем моря. Русло реки петляет между сопок Среднесибирского плоскогорья, преимущественно придерживаясь юго-западного направления. Ландшафт на берегах представляет собой холмистую тайгу с преобладанием лиственницы, ели и берёзы. На правом берегу в среднем течении находится посёлок Суринда. Впадает в Нижнюю Чунку по левому берегу на отметке 372 м над уровнем моря, в 154 км от устья Нижней Чунку. Ширина перед устьем составляет 40 м при глубине 1,1 м, скорость течения в низовьях — 0,6 м/с. 

## Основные притоки
Указаны поименованные притоки длиной 30 км и более
| Название        | Расстояние от устья | Длина | Положение |
| --------------- | ------------------- | ----- | --------- |
| Нижняя Дулкума  | 10                  | 63    | правый    |
| Верхняя Дулкума | 41                  | 36    | правый    |

## Данные водного реестра
По данным государственного водного реестра России и геоинформационной системы водохозяйственного районирования территории РФ, подготовленной Федеральным агентством водных ресурсов:
- Бассейновый округ — Енисейский
- Речной бассейн — Енисей
- Речной подбассейн — Подкаменная Тунгуска
- Водохозяйственный участок — Чуня
- Код водного объекта — 17010500212116100045971